# Terry Ryan
Terry Ryan (født 1. december 1933) er en amerikansk model og Playboy Playmate for dets december 1954 udgivelse.
Terrys billeder var de første der blev taget direkte under Playboys egen direktion. Før dette havde Playboy købt billederne fra uafhængige fotografer.